# Бастија-Молина (Лоди)
Бастија-Молина је насеље у Италији у округу Лоди, региону Ломбардија.
Према процени из 2011. у насељу је живело 18 становника. Насеље се налази на надморској висини од 67 м.